# Az utolsó valcer
Az utolsó valcer (eredeti címén: The Last Waltz) Martin Scorsese 1978-ban bemutatott dokumentumfilmje, amelyet a kanadai-amerikai rockegyüttes, a The Band The Last Waltz elnevezésű búcsúkoncertjéről készített. A koncertre 1976. november 25-én, hálaadás napján került sor a San Franciscó-i Winterland jégcsarnokban. Az est folyamán a zenekaron kívül számos vendég lépett fel, köztük Eric Clapton, Neil Diamond, Bob Dylan, Ronnie Hawkins, Dr. John, Joni Mitchell, Van Morrison, Ringo Starr, Muddy Waters, Ron Wood és Neil Young. A koncert producere és menedzsere Bill Graham volt, zenei igazgatója pedig a Band eredeti lemezproducere, John Simon.
A film a koncerten készült felvételeket, hangstúdióban forgatott jeleneteket és a rendező interjúit tartalmazza a zenekar tagjaival. Még a film bemutatásának évében The Last Waltz címmel megjelent egy tripla koncertalbum is a film hangsávjával. A filmet 2002-ben adták ki DVD-n, csakúgy, mint egy, a koncertet és a kapcsolódó stúdiófelvételeket tartalmazó 4 CD-ből álló album.
Az utolsó valcert a valaha forgatott legjobb koncertfilmek egyikének tartják. A zenekar dobosa, Levon Helm azonban élénken kritizálta a filmet, mondván: túlságosan Robbie Robertsonra, a zenekar gitárosára, egyben a film producerére összpontosít, az együttes többi tagja pedig háttérbe szorul.
Scorsese alkotásának amerikai premierjére 1978. április 26-án került sor; Magyarországon 1979. augusztus 9-én kezdték vetíteni a filmszínházak, feliratozással. Később készült hozzá magyar szinkron is.

## Cselekmény

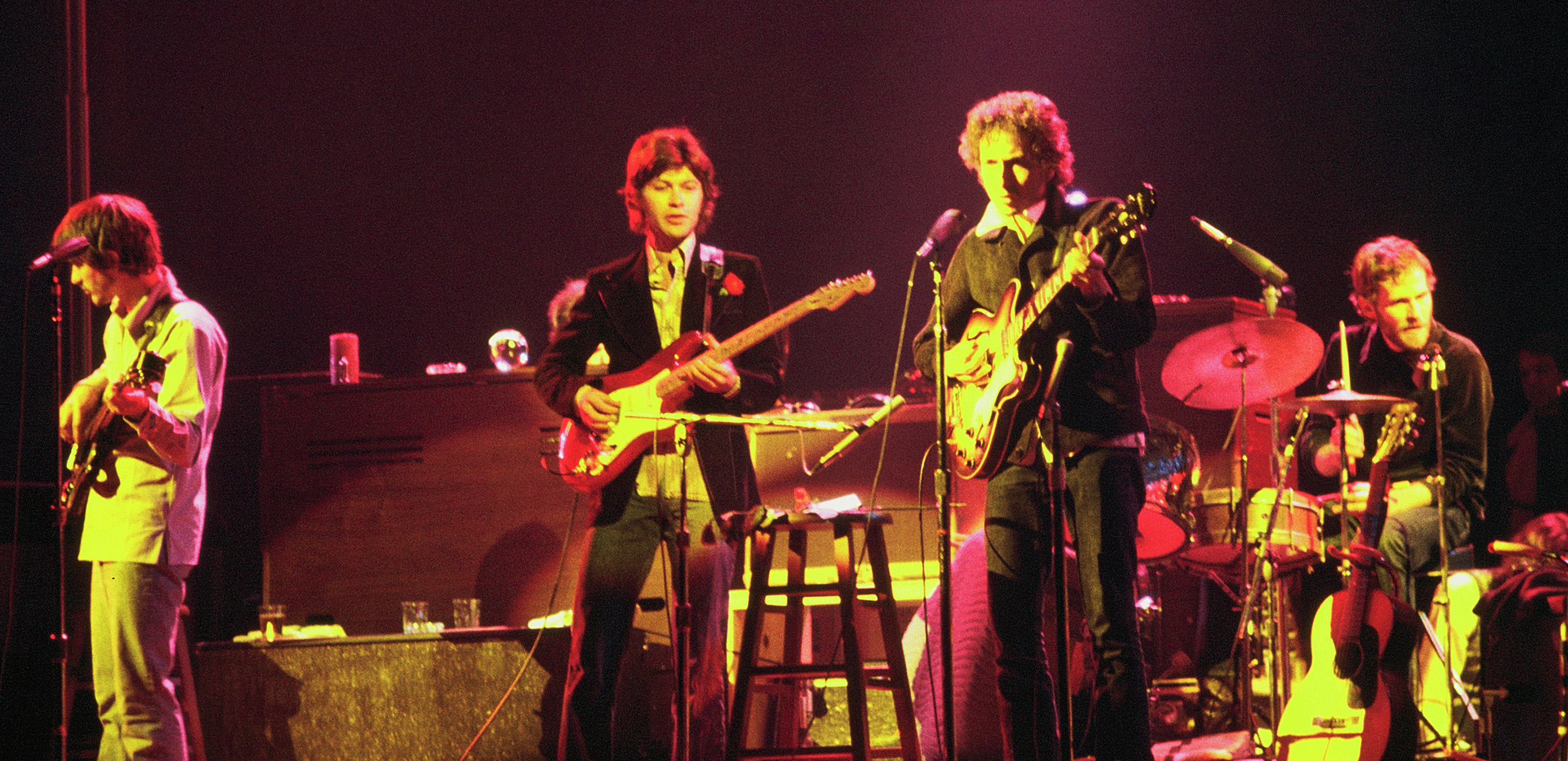
Bob Dylan és The Band, 1974

A dokumentumfilm, aminek elején egy fekete alapon fehér felirat jelenik meg: "This film should be played loud!" („Ezt a filmet hangosan kell lejátszani!”) – emlékeztetve a Rolling Stones Let It Bleed albumának belső borítójára, a zenekar pályafutását és annak hatásait veszi górcső alá. A Rick Danko (basszusgitár, hegedű, ének), Levon Helm (dob, mandolin, ének), Garth Hudson (billentyűsök, szaxofon), Richard Manuel (billentyűsök, ütőhangszerek, ének), valamint a zeneszerző, Robbie Robertson gitárosból álló együttes pályája az 1950-es évek végén kezdődött rock 'n' roll-zenekarként, amelyet akkoriban Ronnie Hawkins, a koncert első vendége vezetett. Az együttes az 1960-as években Bob Dylannek játszott, aki ugyancsak fellépett velük a koncert vége felé.
A zenekarral együtt zenélő művészek között ott volt Muddy Waters, Paul Butterfield, Neil Young, Joni Mitchell, Van Morrison, Dr. John, Neil Diamond és Eric Clapton, akik bluest, rock 'n' rollt, rhythm and bluest, popot, folkot és rockot játszott. Más műfajok is megjelentek később, a stúdióban forgatott részekben, például country, Emmylou Harris-szel, vagy soul és gospel a The Staple Singers-szel.
A film azzal kezdődik, hogy a színpadra visszatérő The Band előadja az est utolsó, ráadásdalát, Marvin Gaye Baby Don't You Do It című slágerének feldolgozását. Ezután visszatérünk a koncert elejére, majd többé-kevésbé kronologikus sorrendet követhetünk. A zenekar egy kürtszekció közreműködésével a legnagyobb saját slágereiből adott elő válogatást, köztük az Up on Cripple Creek, a Stagefright és The Night They Drove Old Dixie Down című dalokat.
A koncerten készült felvételek közé stúdióban forgatott képsorokat és Martin Scorsese rendező által készített interjúkat szúrtak be, amelyeken a Band tagjai visszaemlékeznek a zenekar történetére. Robertson felidézi Hudson belépését az együttesbe, ami azzal a feltétellel történt, hogy a többi tag heti tíz dollárt fizet neki zenei lecke címén. A klasszikus zenei végzettségű Hudson ugyanis így elmondhatta a szülei rosszallására, hogy nem csak rockzenész, de zenetanár is. Robertson elmeséli azt a szürreális élményüket, amikor Kennedy elnök feltételezett merénylőjének gyilkosa, Jack Ruby tulajdonában lévő éjszakai klubban léptek fel.
Manuel arra emlékezett vissza, hogy a The Band korai nevei között szerepelt a The Honkies és a The Crackers (mindkettő szleng, amelyet a fekete amerikaiak használnak a fehérekre). Mivel a barátaik, maga Dylan, és a Woodstocki szomszédaik egyszerűen csak "The Band"-nek („a banda”) hívták őket, úgy döntöttek, ezt tartják meg a zenekar neveként. Láthatjuk a filmen, hogyan mutatja be Danko Scorsese-nek a zenekar Shangri-La-ról lnevezett stúdióját, és lejátssza le neki a Sip the Wine felvételét, amely később Rick Danko 1977-es szólóalbumán fog megjelenni.
A Robertson-nal készült interjúknak állandóan visszatérő témája, hogy a koncert egy korszak végét jelenti a zenekar számára; hogy tizenhat együtt töltött év után ideje továbblépni. „Erről szól az utolsó valcer: tizenhat év az úton. A számok kezdenek ijesztőek lenni.” – mondja Robertson Scorsese-nek. „Úgy értem, nem tudtam elviselni, hogy húsz év turnézás áll a hátam mögött. Nem hiszem, hogy beszélni tudnék róla." Ezt az érzést tovább erősíti a filmre vett dalok kiválasztása: például az Up on Cripple Creek dalszövege, benne a következő résszel:  "this living on the road is getting pretty old" ("ez az útonlét szépen megöregszik".

## Eredete
A búcsúkoncert ötlete 1976 elején született meg, miután Richard Manuel súlyosan megsérült egy hajóbalesetben. Egy ideje már Robbie Robertson is azon gondolkodott, hogy felhagy a koncertezéssel, és a Band-et átalakítja stúdiózenekarrá, mint tette ezt a The Beatles 1966-ban, miután felhagyott a turnézással.
Bár a banda többi tagja nem értett egyet Robertson döntésével, a koncertet Bill Graham lekötötték a San Franciscó-i Winterland Ballroom-ban, ahol a Band ezen a néven 1969-ben debütált. A zenekar eredetileg egyedül tervezett fellépni, de miután bedobták ötletként Ronnie Hawkins és Bob Dylan meghívását, a vendégek listája kezdett más művészekkel kibővülni.

## A koncert

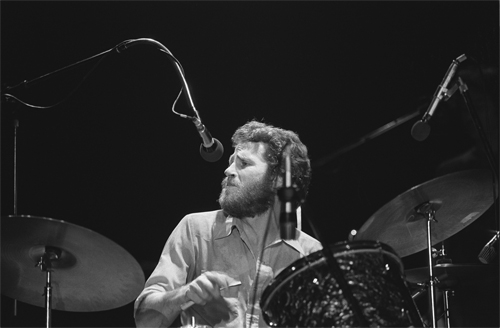
Levon Helm a Band dobosa és énekese

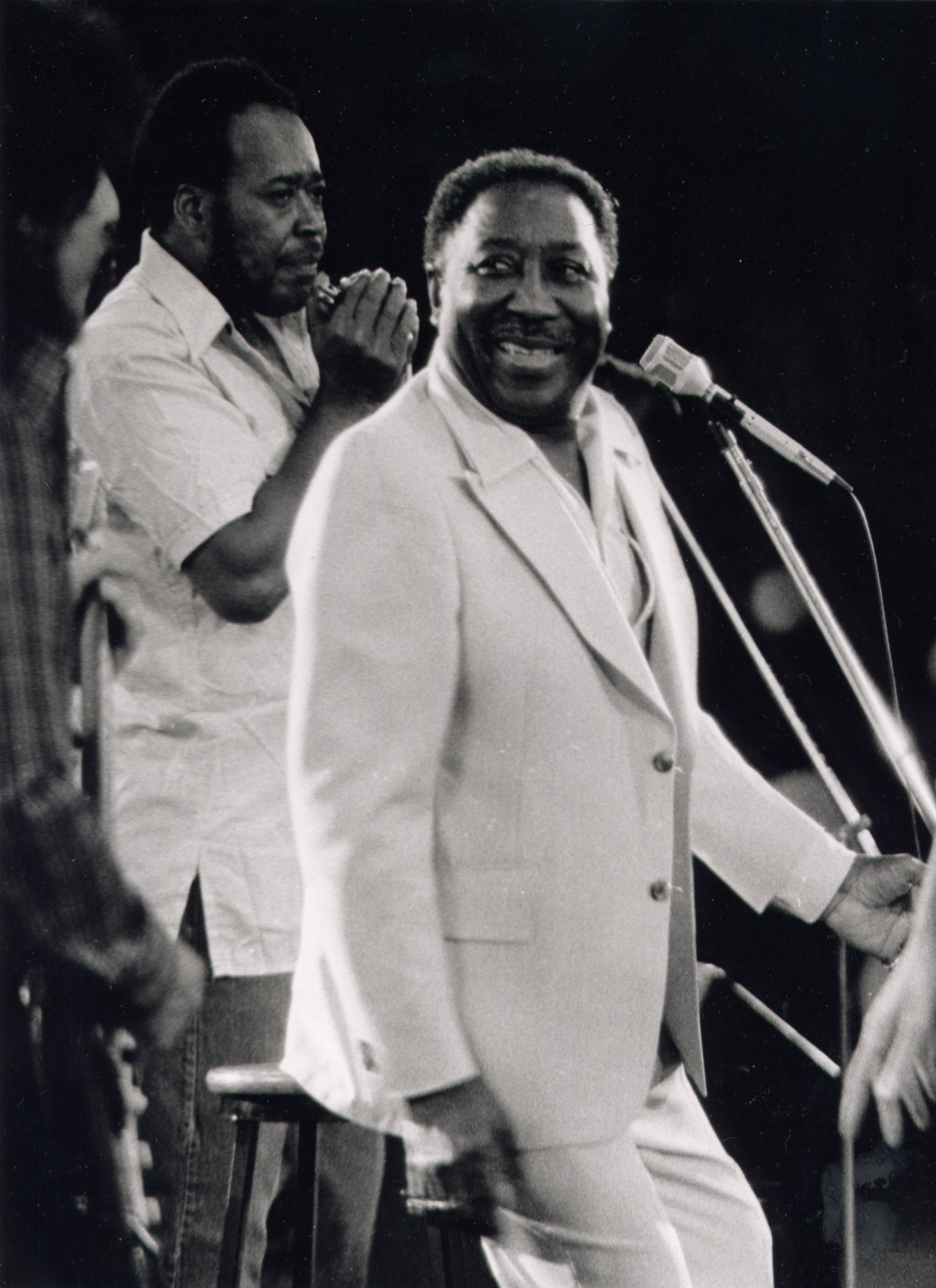
Muddy Waters bluesénekes a Band koncertjén.

A zenekarral régóta együtt dolgozó Bill Graham menedzser által népszerűsített és szervezett koncert menete rendkívül kidolgozott volt. Délután 5 órakor kezdődött; az 5000 néző részére hagyományos hálaadásnapi pulykavacsorát szolgálták fel. A Berkeley Promenade Orchestra zenéjére társastáncot tartottak, és Lawrence Ferlinghetti, Lenore Kandel, Diane di Prima, Michael McClure, Robert Duncan, valamint "Freewheeling" Frank Reynolds költők tartottak felolvasást.
A The Band este 9 óra körül kezdte a koncertet, az Up on Cripple Creek-kel kezdődött, majd a tizenegy legnépszerűbb daluk következett, köztük a The Shape I'm In, a This Wheel's on Fire, valamint a The Night They Drove Old Dixie Down. Egy nagy fúvós szekció kísérte őket, melynek partitúrájit Allen Toussaint és más zenészek készítették.
Ezután sorra érkeztek a vendégek, kezdve Ronnie Hawkins-szal, mivel a Band az ő kísérőzenekara volt az 1960-as évek elején The Hawks néven. Majd Dr. John következett: zongorán kísérte leghíresebb dalát, a Such a Night-ot. Azután gitárt fogott, és csatlakozott Bobby Charles-hoz a Down South in New Orleans előadásában.
Ezt követően a koncert blues-ra váltott, Paul Butterfield szájharmonikás, Muddy Waters, Pinetop Perkins zongorista és Eric Clapton közreműködésével. Miközben Clapton előadta első szólóját, a Further on Up the Road-ban, meglazult a gitárszíja. Csak annyit mondott: „Rob!”, és Robertson egyetlen ütem kihagyása nélkül folytatta a szólót.
Neil Young következett, aki a Helpless-t énekelte el Joni Mitchell vokálkísérete mellett, aki azonban hátul maradt, nem jött ki a színpadra. Robertsonnak a dokumentumfilm DVD-kiadásához fűzött kommentárja szerint ezt azért tették, hogy későbbi megjelenése nagyobb hatást keltsen. Young után valóban ő lépett a színpadra, és énekelt el három dalt, közülük kettőt Dr. John kongakíséretével.
A következő fellépő Neil Diamond volt, aki előadta Dry Your Eyes című dalát, mondván: „Csak egy dalt fogok csinálni, de azt jól fogom csinálni”. Robertson hívta meg, aki azt akarta, hogy a Tin Pan Alley zeneszerzői is képviseltessék magukat. Robertson készítette Diamond Beautiful Noise albumát, amely abban az évben jelent meg, továbbá társszerzője volt a Dry Your Eyes-nak, amelyet a koncert során „nagyszerű dalként” említett. Diamond megjelenése nem aratott osztatlan elismerést a többi előadó körében. Levon Helm felpanaszolta, hogy nincs zenei kapcsolata az együttessel, Ronnie Wood pedig egy 1980-as interjúban azt mondta: „Egyikünk sem értette, mit keres ott”. Bob Dylan sem tartozott tisztelői közé: egy meg nem erősített pletyka szerint, amikor Diamond lelépett a színpadról, odaszólt Dylannek: „Jónak kell lenned, hogy utánam jöjj”, mire Dylan állítólag azt válaszolta: „Mit kell tennem? Felmenni a színpadra és elaludni?”
Ezután Van Morrison adott elő két dalt, a Tura Lura Lural (That's an Irish Lullaby) eredeti feldolgozását Richard Manuellel duettben, valamint koncertjeinek megszokott fénypontját, a Caravant.
Visszahívták a színpadra a kanadaiakat, Youngot és Mitchellt, hogy a Band-el együtt adják elő az Acadian Driftwood-ot, az egykori francia gyarmat, Akádia lakóihoz szóló ódát. A két vendég még eljátszott néhány dalt, mielőtt Bob Dylan a színpadra lépett volna, hogy négy dal erejéig ismét ő vezesse korábbi kísérőzenekarát.
A fináléban a zenekar az összes vendéggel, valamint kiegészülve Ringo Starr dobossal és Ron Wood gitárossal az I Shall Be Released című dalt adta elő. Az éneken a dalszerző Dylan és a jellegzetes éles fejhanggal bíró Manuel osztozott. Ez utóbbi azonban rosszul látható a filmen, és a versszakok között falzett hangjáról normál hangra vált.
Ezután két laza jam session alakult ki. Az elsőben a Richard Manuel nélküli The Band játszott Neil Younggal, Ronnie Wooddal és Eric Claptonnal gitáron, Dr. Johnnal zongorán, Paul Butterfielddel szájharmonikán és Ringo Starr-ral a doboknál. Ezt követte a második dzsemmelés ugyanazzal a felállással, Robertson és Danko nélkül; Stephen Stills később szállt be egy gitárszólóval, Carl Radle pedig basszusgitáron csatlakozott.
Az örömzenélések után hajnali 2:15 körül tért vissza a zenekar, hogy előadjon egy ráadást, a Baby Don't You Do It-et. Ez volt az utolsó alkalom, hogy a csapat ebben a formációban játszott; amikor 1983-ban újraalakultak, Robertson nem tért vissza hozzájuk.

## Előadások
| Dal                                                                           | Előadó | Koncert | Film  | Album (1978) | Album (2002) |
| ----------------------------------------------------------------------------- | --- | ------- | ----- | ------------ | ------------ |
| !a                                                                            | !a | −9e99   | −9e99 | −9e99        | −9e99        |
| ~z                                                                            | ~z | 9e99    | 9e99  | 9e99         | 9e99         |
| Up on Cripple Creek                                                           | The Band | 1       | 3     | 2            | 2            |
| The Shape I'm In                                                              | The Band | 2       | 4     | 14           | 3            |
| It Makes No Difference                                                        | The Band | 3       | 6     | 8            | 4            |
| Life Is a Carnival                                                            | The Band | 4       | –     | 19           | 6            |
| This Wheel's on Fire                                                          | The Band | 5       | –     | –            | 10           |
| W.S. Walcott Medicine Show                                                    | The Band | 6       | –     | –            | 26           |
| Georgia on My Mind                                                            | The Band | 7       | –     | –            | –            |
| Ophelia                                                                       | The Band | 8       | 20    | 16           | 18           |
| King Harvest (Has Surely Come)                                                | The Band | 9       | –     | –            | –            |
| The Night They Drove Old Dixie Down                                           | The Band | 10      | 12    | 10           | 29           |
| Stage Fright                                                                  | The Band | 11      | 10    | 5            | 14           |
| Rag Mama Rag                                                                  | The Band | 12      | –     | –            | 15           |
| Who Do You Love?                                                              | Ronnie Hawkins | 13      | 5     | 3            | 5            |
| Such a Night                                                                  | Dr. John | 14      | 8     | 9            | 7            |
| Down South in New Orleans                                                     | Bobby Charles és Dr. John | 15      | –     | 15           | 9            |
| Mystery Train                                                                 | Paul Butterfield | 16      | 15    | 11           | 11           |
| Caldonia                                                                      | Muddy Waters | 17      | –     | –            | 12           |
| Mannish Boy                                                                   | Muddy Waters | 18      | 16    | 12           | 13           |
| All Our Past Times                                                            | Eric Clapton | 19      | –     | –            | 16           |
| Further on Up the Road                                                        | Eric Clapton | 20      | 17    | 13           | 17           |
| Helpless                                                                      | Neil Young | 21      | 9     | 4            | 19           |
| Four Strong Winds                                                             | Neil Young | 22      | –     | –            | 20           |
| Coyote                                                                        | Joni Mitchell | 23      | 14    | 6            | 21           |
| Shadows and Light                                                             | Joni Mitchell | 24      | –     | –            | 22           |
| Furry Sings the Blues                                                         | Joni Mitchell | 25      | –     | –            | 23           |
| Dry Your Eyes                                                                 | Neil Diamond | 26      | 13    | 7            | 25           |
| Tura Lura Lural (That's an Irish Lullaby)                                     | Van Morrison | 27      | –     | 17           | 27           |
| Caravan                                                                       | Van Morrison | 28      | 21    | 18           | 28           |
| Acadian Driftwood                                                             | The Band, Neil Young és Joni Mitchell | 29      | –     | –            | 24           |
| Vers                                                                          | Emmett Grogan | 30      | –     | –            | –            |
| Vers                                                                          | Bill "Sweet William" Fritsch (Hells Angels)                                                                                               | 31      | –     | –            | –            |
| JOY!                                                                          | Lenore Kandel | 32      | –     | –            | –            |
| Bevezető a Canterbury mesékhez chauceri dialektusban                          | Michael McClure | 33      | 7     | –            | –            |
| Get Yer Cut Throat Off My Knife / Revolutionary Letter #4 / The Fire Guardian | Diane di Prima | 34      | –     | –            | –            |
| Transgressing The Real                                                        | Robert Duncan | 35      | –     | –            | –            |
| Vers                                                                          | "Freewheeling" Frank Reynolds (Hells Angels)                                                                                              | 36      | –     | –            | –            |
| Hangos ima                                                                    | Lawrence Ferlinghetti | 37      | 22    | –            | –            |
| Genetic Method / Chest Fever                                                  | The Band | 38      | 19    | –            | 30           |
| The Last Waltz Suite: Evangeline (koncertváltozat)                            | The Band | 39      | –     | –            | –            |
| The Weight (koncertváltozat)                                                  | The Band | 40      | –     | –            | 8            |
| Baby, Let Me Follow You Down                                                  | Bob Dylan | 41      | –     | 20           | 31           |
| Hazel                                                                         | Bob Dylan | 42      | –     | –            | 32           |
| I Don't Believe You (She Acts Like We Never Have Met)                         | Bob Dylan | 43      | –     | 21           | 33           |
| Forever Young                                                                 | Bob Dylan | 44      | 23    | 22           | 34           |
| Baby, Let Me Follow You Down (ismétlés)                                       | Bob Dylan | 45      | 24    | 23           | 35           |
| I Shall Be Released                                                           | Bob Dylan és The Band, vendégekkel (köztük Ronnie Wood és Ringo Starr)                                                                    | 46      | 25    | 24           | 36           |
| 1. dzsemmelés                                                                 | Neil Young, Ronnie Wood, Eric Clapton, Robbie Robertson, Paul Butterfield, Dr. John, Garth Hudson, Rick Danko, Ringo Starr, és Levon Helm | 47      | –     | –            | 37           |
| 2. dzsemmelés                                                                 | Neil Young, Ronnie Wood, Eric Clapton, Stephen Stills, Paul Butterfield, Dr. John, Garth Hudson, Carl Radle, Ringo Starr és Levon Helm    | 48      | –     | –            | 38           |
| Baby Don't You Do It (Don't Do It)                                            | The Band | 49      | 1     | –            | 39           |
| Greensleeves                                                                  | The Band | 50      | –     | –            | 40           |
| Theme from The Last Waltz (stúdiófelvétel)                                    | The Band | –       | 2     | 1            | 1            |
| The Weight (stúdióváltozat)                                                   | The Band és The Staple Singers | –       | 11    | 29           | 44           |
| Evangeline (stúdióváltozat)                                                   | The Band és Emmylou Harris | –       | 18    | 27           | 42           |

## Előadók
| - Rick Danko – basszusgitár, hegedű, ének - Levon Helm – dob, mandolin, ének - Garth Hudson – orgona, zongora, harmonika, szintetizátorok, szopránszaxofon, clavinet - Richard Manuel – zongora, orgona, dob, clavinet, dobro, ének - Robbie Robertson – gitár, zongora, ének - Rich Cooper – trombita, szárnykürt - James Gordon – fuvola, tenorszaxofon, klarinét - Jerry Hey – trombita, szárnykürt - Howard Johnson – tuba, baritonszaxofon, szárnykürt, basszusklarinét - Charlie Keagle – klarinét, fuvola, szaxofon - Tom Malone – harsona, eufónium, altfuvola - Larry Packer – elektromos hegedű - Kürtök hangszerelése: Henry Glover, Garth Hudson, Howard Johnson, Tom Malone, John Simon és Allen Toussaint - Bob Margolin – gitár (Muddy Waters) - Dennis St. John – dob (Neil Diamond) - John Simon – zongora (Tura Lura Lural, Georgia On My Mind és The Last Waltz Suite: Evangeline (koncertváltozat) | - Paul Butterfield – szájharmonika, ének - Bobby Charles – ének - Eric Clapton – gitár, ének - Neil Diamond – gitár, ének - Dr. John – zongora, gitár, kongadobok, ének - Bob Dylan – gitár, ének - Bill Graham – ceremóniamester - Emmylou Harris – akusztikus gitár, ének - Ronnie Hawkins – ének - Joni Mitchell – akusztikus gitár, ének - Van Morrison – ének - Pinetop Perkins – zongora, ének - Carl Radle – bass - Cleotha Staples – vokál - Mavis Staples – ének - Roebuck "Pops" Staples – gitár, ének - Yvonne Staples – vokál - Ringo Starr – dob - Stephen Stills – gitár - Muddy Waters – ének - Ronnie Wood – gitár - Neil Young – gitárok, szájharmonika, ének - Michael McClure – költő |

## A film készítése

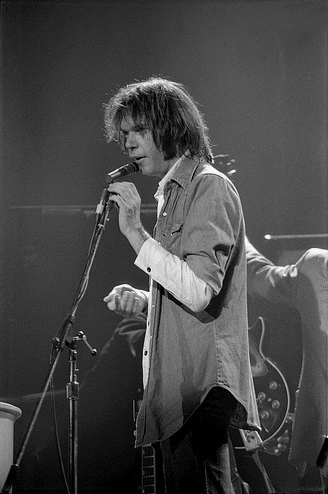
A vendég Neil Young egy 1976-os koncerten

### A forgatás
Robertson eredetileg 16 mm-es formátumban akarta rögzíteni a koncertet. Martin Scorsese-t fogadta fel rendezőnek, mivel tetszett neki, ahogyan a zenét használta az Aljas utcák című filmjében. Amikor hat héttel a tervezett koncert előtt felhívta a rendezőt, s megemlített neki néhány fellépőt, Scorsese azonnal rávágta: „Van Morrison? Viccelsz? Meg kell csinálnom. Nincs más választásom”. Scorsesével megnőtt a film mérete, és igazi nagy produkcióvá vált: hét 35 mm-es formátumú kamerával forgatták.
A kamerákat a szakma legelismertebb operatőrei irányították, köztük Michael Chapman (Dühöngő bika), Zsigmond Vilmos (Harmadik típusú találkozások) és Kovács László (Szelíd motorosok). A díszleteket és a világítást Boris Leven tervezte, aki a West Side Story és a A muzsika hangja (film) című zenés filmeken dolgozott. Bill Grahamnek köszönhetően a San Francisco-i Opera La traviata című előadásának díszleteit bérelték ki háttérnek. A színpad fölé kristálycsillárokat függesztettek.
Scorsese a dalszövegekhez igazítva aprólékosan megtervezte a dalok képes forgatókönyvét, a világítást és a kameraállásokat. Ám minden igyekezete ellenére a forgatás során előfordult néhány váratlan esemény, és nem minden dalt sikerült felvenni. Így például, egy ponton minden kamera leállt, kivéve Kovács Lászlóét, miközben Muddy Waters éppen a Mannish Boy-t játszotta. Kovács, akit idegesítettek Scorsese állandó parancsai, korábban levette a fejhallgatóját, ezért nem hallotta a filmezés abbahagyására vonatkozó utasítást. Miközben Scorsese eszeveszetten próbálta újraindítani a többi kamerát, Kovács javában forgatott és felvette a bluesénekes híres dalát. „Tiszta szerencse volt” – emlékszik vissza Scorsese.

### Tárgyalások Dylannel
Ha Bob Dylan bele is egyezett abba, hogy fellépjen a koncerten, azt nem akarta, hogy dalait felvegyék. Attól tartott, hogy ez konkurenciát jelentene saját filmtervének (Renaldo and Clara). A Warner Bros. azzal a feltételezéssel egyezett bele Az utolsó valcer finanszírozásába, hogy Dylan és zenei anyaga benne lesz a filmben. A tárgyalások a színfalak mögött, a szünetben zajlottak. Robertson megígérte Dylannek, hogy a koncert filmbemutatóját elhalasztják filmje megjelenése utánra, Dylan pedig beletörődött, és hagyta, hogy filmre vegyék. A megbeszélésen a koncertet népszerűsítő Bill Graham is részt vett. „Valaki, aki Bobbal dolgozott, azt mondta: »Nem fogjuk lefilmezni«. Bill pedig csak annyit mondott: »Tűnj innen, vagy megöllek«” – állítja Robertson az album 2002-es újrakiadásának füzetében. „Működött."
Scorsese szerint Dylan kikötötte, hogy csak két dalt forgathatnak le: a Baby Let Me Follow You Down-t és a Forever Young-ot. „Amikor Dylan fellépett a színpadra, a hang olyan hangos volt, hogy nem tudtam, mit vegyek fel”. – emlékezett vissza Scorsese. „Bill Graham mellettem volt, és azt kiabálta: »Filmezd! Filmezd! Ugyanazokból az utcákból jött, mint te. Ne hagyd, hogy félrelökjön.« Szerencsére a szögek jók voltak, és a filmben felhasznált két dalt leforgattuk.”

### A koncert utáni forgatások
A koncert után Scorsese több napon át forgatott egy MGM stúdióban a Band-del, a Staple Singers gospelegyüttessel és Emmylou Harris énekessel. Az interjúkat Scorsese készítette a zenekar tagjaival a malibui Shangri-La stúdióban, Kaliforniában. Ezen kívül Robertson megkomponálta a The Last Waltz Suite-et, amelynek részeit a főcím alatti filmzeneként használták fel.
Mivel Scorsese ekkor forgatta a New York New York-ot, valamint egy másik dokumentumfilmet, az American Boy: A Profile of Steven Prince-t, Az utolsó valcer bemutatóját 1978-ra halasztották.
Ebben az időszakban Scorsese és Robertson barátok lettek. Később más projektekben is együttműködtek: Robertson tanácsadója és producere volt a Dühöngő bika, A komédia királya, A pénz színe, a Casino, a New York bandái és A tégla című filmekben.

### Drogfogyasztás
Scorsese elismerte, hogy ebben az időszakban nagy mennyiségű kokaint fogyasztott. A koncert alatt rengeteg drog fogyott. A színfalak mögött egy szoba fehérre volt festve, és műanyag maszkokból kivágott orr-részekkel „díszítve”, a háttérben pedig szipogó hangok hallatszottak. A Neil Young orrából kilógó, fehéren virító kokainfoltot az utómunka során rotoszkóp-technikával távolították el.

### A 2022-es digitalizálás és restaurálás
2022-ben, a 75. cannes-i Fesztiválon a Park Circus brit forgalmazó cég bemutatta a film új restaurált változatát. A 4 K szkennelést és digitalizálást a The Criterion Collection, Inc. amerikai házi videó forgalmazó cég végezte, Martin Scorsese jóváhagyásával. A filmet az eredeti kameranegatívokról beolvasva, s visszaállítva az eredeti 1,85:1-es képarányt, Lasergraphics Director szkenner felhasználásával digitalizálták 4k 16 bites felbontásban a burbanki Roundabout Entertainmentnél. A színkorrekcióhoz a Sikelia Productions által biztosított 35 mm-es másolat szolgált referenciaként. Az 5.1-es surround hangsávot újrakeverték a 2001-ben a Santa-Monica-i POP Soundnál Ted Hall által – Robbie Robertson felügyelete mellett – készített 2 hüvelykes, 24 sávos mágnesszalagokról. A hangkeverést Dan Geller végezte, Robertson jóváhagyásával.

## Házimozi
2002-ben, a koncert 25. évfordulójára a filmet digitálisan újramaszterelték és korlátozott számban adták ki, hogy promottálják a film hangsávjának DVD-n, valamint 4 CD-s csomagban való megjelenését. A DVD-t a San Francisco-i Castro Theater filmszínházban mutatták be, majd 15 moziban vetítették.
A DVD tartalmazza Robertson és Scorsese kommentárjait, a Revisiting The Last Waltz című dokumentumkisfilmet, valamint egy, a koncertről, forgatásáról és a film premierjéről készült képgalériát. A második jamelés bónuszjelenetként szerepel rajta, de hiányos, mivel tíz óra folyamatos forgatás után a stábnak már nem volt lehetősége a kamerák hangszinkronizálására.
2006-ban Az utolsó valcer egyike volt a Sony által nagy felbontású Blu-ray formátumban kiadott első húsz műnek. A Blu-ray kiadás hangsávja egy tömörítetlen 5.1-es lineáris PCM-sávból, egy nagyon nagy felbontású formátumból és egy szabványos Dolby Digital 5.1-es sávból áll.

## Zenei albumok
A film eredeti hangsávját tripla LP albumon jelentették meg 1978. április 16-án; azóta két CD-kiadást is megélt. A lemezek több olyan dalt tartalmaznak, amelyek nem szerepelnek a filmben, mint például a Down South in New Orleans Bobby Charles és Dr. John gitárjátékával, a Tura Lura Lural (That's an Irish Lullaby) Van Morrisontól, a Life Is a Carnival a The Band előadásában és egy extra dalt Bob Dylannel.
2002-ben jelent meg a négy CD-s és a DVD-audio kiadás. Az album producere Robbie Robertson volt, aki az összes dalt újramaszterelte. 16 addig kiadatlan dalt tartalmaz, plusz a próbákból származó felvételeket. A többletanyag között megtalálható Muddy Waters-től a Caldonia, a The Weight koncertverziója, mindkét dzsemmelés teljes terjedelemben, továbbá Joni Mitchell és Bob Dylan összes felvett előadása.
Az eredeti hangsávokat utómunkálatoknak vetették alá, újra keverték, illetve újra szekvenszerezték azokat. A koncert eredeti felvételeiből készült kalózalbum is forgalomba került, amely pontosabb és teljesebb képet ad az eseményről; olyan dalokat tartalmaz, amelyek sem a filmen, sem a hivatalos koncertalbumokon nem hallhatók, köztük a Georgia on My Mind, a King Harvest, a Chest Fever teljes egészében, és az Evangeline színpadi változata.

## Fogadtatása

### Kritikai visszhang
A kritikusok elismeréssel fogadták Scorsese alkotását, amelyet az egyik legjobban sikerült koncertfilmnek tartottak. A Chicago Tribune kritikusa, Michael Wilmington szerint „ez a valaha készült legjobb rockkoncert-film, és talán az időszak legjobb rockfilmje is”. A Detroit Free Pressben Terry Lawson megerősíti, hogy ez „az egyik legnagyobb filmes élmény”. A Total Film „a valaha forgatott legnagyobb koncertnek” tartja. A Rotten Tomatoes-on a film 98 %-os besorolást kapott, 53-ból csak egy negatív kritika született, Janet Maslin tollából. A The New York Times kritikusa azt írta  hogy „olyan keveset fejez ki abból a korszakvégi érzésből, amelyre utal..., hogy Az utolsó valcert lehetetlen másnak tekinteni, mint egy feledésbe merülésre ítélt műnek”. Robert Christgau, az amerikai zenekritikusok doyenje B+ osztályzattal értékelte a filmzenét, mondván: „a film megjavul, ha nem nézed”. Méltatta a Muddy Waters és Paul Butterfield által játszott blues-számokat, Allen Toussaint kürtjátékát, s kisebb mérdföldkőnek tekintette Robertson és Eric Clapton „ütős, bár rendetlen” gitárduettjét. Roger Ebert filmkritikus a lehetséges négyből három csillagot adott a filmnek, megjegyezve, hogy noha „a film leleplező dokumentum egy korszakról”, azt is sugallja, hogy a zenészek pályafutásuk végére értek.

### Levon Helm kritikái
Az 1993-as This Wheel's on Fire című önéletrajzában Levon Helm komoly kritikát fogalmazott meg Scorsese filmmel kapcsolatos bánásmódját illetően, mondván, hogy a Band-et egyszerűen Robbie Robertson kísérőzenekarává degradálta. Azt állítja, hogy Robertson valójában egy olyan mikrofonba énekelt, amely a koncert nagy részében ki volt kapcsolva, és a hangsáv nagyrészt le volt némítva.
Sajnálja Manuel és Hudson gyenge jelenlétét is, különösen, amikor Manuel az utolsó dalt, az I Shall Be Released-et énekli, amit a sok vendég teljesen elnyomott. Ez a jelenetsor több olyan beállítást is tartalmaz, amelyen Ronnie Hawkins csak mások munkáját szemléli, nem pedig ő maga énekel, míg Manuel továbbra is láthatatlan marad. Igaz, ugyanebben a jelenetben láthatunk egy operatőrt, aki a zongora mellett próbálja lefilmezni Manuelt, majd technikai problémák vagy a forgatás lehetetlensége miatt feladja.
Helm elégedetlen volt azzal is, hogy a zenekar legtöbb tagja soha nem kapott pénzt a Warner Bros. által a projekt után kiadott különféle házi videókért, DVD-kért és filmzenékért.

### Robbie Robertson dicsérő szavai
Robbie Robertson azt mondta, megkönnyebbült, amikor véget ért a koncert, mivel folyamatosan attól tartott, hogy valami baj történik, mint például akkor, amikor Dylan hirtelen kihátrált a forgatásról. Minden érintettnek azt mondta: „Hála Istennek, hogy túljutottunk rajta.” Felidézte a jelenetet, amikor az összes operatőr átölelte egymást, és úgy érezte, sikerült egy egyedülálló rockkoncertet filmre rögzíteniük; mindezt Martin irányításával. Scorsese, a filmipar egyik vezető rendezője.
Megköszönte Grahamnek, hogy a Winterland-ben szervezte meg a búcsúkoncert, ott, ahol a zenekar 1969-ben The Band néven debütált.

### Díjak, jelölések
| Év   | Díj                                       | Kategória                           | Jelölt                           | Eredmény |
| ---- | ----------------------------------------- | ----------------------------------- | -------------------------------- | -------- |
| 1978 | Kansas City-i Filmkritikusok Körének díja | Legjobb dokumentumfilm              | Martin Scorsese Robbie Robertson | Elnyerte |
| 2003 | Satellite Award                           | Legjobb DVD Extra                   | –                                | Jelölve  |
| 2003 | DVD Exclusive Awards                      | Legjobb audiokommentár              | Martin Scorsese Robbie Robertson | Elnyerte |
| 2003 | DVD Exclusive Awards                      | Legjobb új extra szolgáltatások     | Stephen Altobello                | Jelölve  |
| 2003 | DVD Exclusive Awards                      | Eredeti retrospektív dokumentumfilm | Stephen Altobello                | Jelölve  |
| 2019 | Nemzeti Filmmegőrzési Bizottság, USA      | Amerikai nemzeti filmregiszter      | –                                | Elnyerte |

## Fordítás
- Ez a szócikk részben vagy egészben  a   La Dernière Valse (film, 1978) című francia Wikipédia-szócikk ezen változatának fordításán alapul.  Az eredeti cikk szerkesztőit annak laptörténete sorolja fel. Ez a jelzés csupán a megfogalmazás eredetét és a szerzői jogokat jelzi, nem szolgál a cikkben szereplő információk forrásmegjelöléseként.